# Лукас (фильм, 1986)
«Лукас» (англ. Lucas) ― американская романтическая комедия 1986 года режиссёра Дэвида Зельцера.

## Сюжет
Лукас Блай ― умный и занудный 14-летний ученик средней школы в пригороде Чикаго. Он знакомится с Мэгги, привлекательной девушкой постарше, которая только что переехала в город. После встречи с Лукасом во время одного из его энтомологических квестов Мэгги подружилась с ним. Все лето они провели вместе.
У Лукаса, который часто становится жертвой издевательств и насмешек, есть своего рода защитник в лице старшеклассника и футболиста, Кэппи Роу. Кэппи когда-то был одним из мучителей Лукаса, пока не заболел гепатитом. Лукас каждый день приносил ему домашнее задание, гарантируя, что тот не провалится и ему не придется повторять учебный год.
Несмотря на то, что Лукас против, Мэгги становится болельщицей футбольной команды, чтобы сблизиться с Кэппи, в которого она все больше влюбляется. Разгневанный и оскорбленный невниманием Мэгги к нему, Лукас начинает критиковать Мэгги. Он хочет, чтобы она пошла с ним на предстоящие школьные танцы. Мэгги говорит Лукасу, что её интересуют другие занятия, а не он.
В ночь танцев Кэппи бросает его подруга Элис из-за его симпатии к Мэгги. Подавленный Кэппи находит утешение у Мэгги в её доме — к большому огорчению Лукаса, который приехал в смокинге, чтобы забрать её на танцы. Несмотря на то, что Кэппи и Мэгги приглашают его на пиццу, он упрекает их и уезжает на своем велосипеде. Рина, одна из подруг Лукаса, встречает его, когда он сидит один, наблюдая за танцем с другого берега озера. Хотя у неё есть чувства к Лукасу, она скрывает их и утешает его тем, что он и Мэгги из двух разных миров. По дороге домой Лукас случайно проезжает мимо пиццерии и потрясен, увидев, как Мэгги и Кэппи целуются на свидании.
В последней отчаянной попытке произвести впечатление на Мэгги и завоевать уважение, которого он так отчаянно жаждет, Лукас присоединяется к футбольной команде. В душе после тренировки Лукас терпит очередную шалость от своих постоянных мучителей Бруно и Спайка. В конце дня Лукас в смущении убегает в свое любимое укрытие (под железнодорожным путепроводом рядом со школой), и Мэгги догоняет его, чтобы поговорить с ним. После того, как Мэгги говорит ему, что хочет, чтобы он был её другом, Лукас пытается поцеловать её. Мэгги отстраняется, и убитый горем Лукас кричит ей, чтобы она уходила.
На следующий день на футбольном матче Лукас снимает шлем во время игры и получает серьёзную травму после того, как его схватили. Его срочно отправляют в больницу. Мэгги, Кэппи и Рина пытаются связаться с родителями Лукаса, хотя Мэгги обнаруживает, что знает Лукаса не так хорошо, как ей казалось. Исправляя ошибочное впечатление Мэгги о том, что Лукас живёт в большом роскошном доме, где она видела его несколько раз, Рина показывает им, что Лукас живёт в полуразрушенном трейлере на свалке со своим отцом-алкоголиком и работает садовником в большом доме.
Тем временем одноклассники Лукаса сидят с ним в больнице, пока он приходит в себя. В тот вечер Мэгги приходит в комнату Лукаса и строго говорит ему никогда больше не играть в футбол. Лукас обещает, и они мирятся.
Лукас возвращается в школу вскоре после выздоровления, и все одноклассники бросают на него удивленные взгляды, когда он идет по коридору. Добравшись до своего шкафчика, он обнаруживает там Бруно и Спайка, ожидающих его, но он пытается игнорировать их, открывая свой шкафчик. Внутри находится куртка с надписью «Университетская грамота» с именем и номером Лукаса на спине. Пока Лукас в шоке вынимает её, Бруно начинает хлопать в ладоши, и весь коридор начинает аплодировать.

## В ролях
- Кори Хэйм ― Лукас
- Керри Грин — Мегги
- Чарли Шин — Кеппи
- Кортни Торн-Смит ― Элис
- Вайнона Райдер ― Рина
- Джереми Пивен — Спайк

## Критика
Отзывы о Лукасе были в целом положительными. Основываясь на 22 отзывах, собранных агрегатором обзоров фильмов Rotten Tomatoes, 73 % критиков дали Лукасу положительный отзыв, фильм имеет средний балл 6,5/10. На Metacritic он имеет средневзвешенный балл 75 из 100, основанный на 11 критиках, что указывает на в целом благоприятный отзывы. Роджер Эберт дал фильму 4 звезды из 4. Позже Эберт включил этот фильм в рейтинг «10 лучших фильмов 1986 года».
Фильм не был признан кассовым успехом, собрав в Соединённых Штатах 8 200 000 долларов. Кори Хэйм и Керри Грин были номинированы на премию Молодой артист в 1987 году.
Фильм занимает 16-е место в списке «50 лучших школьных фильмов по версии Entertainment Weekly».